# Sixhaven (haven)

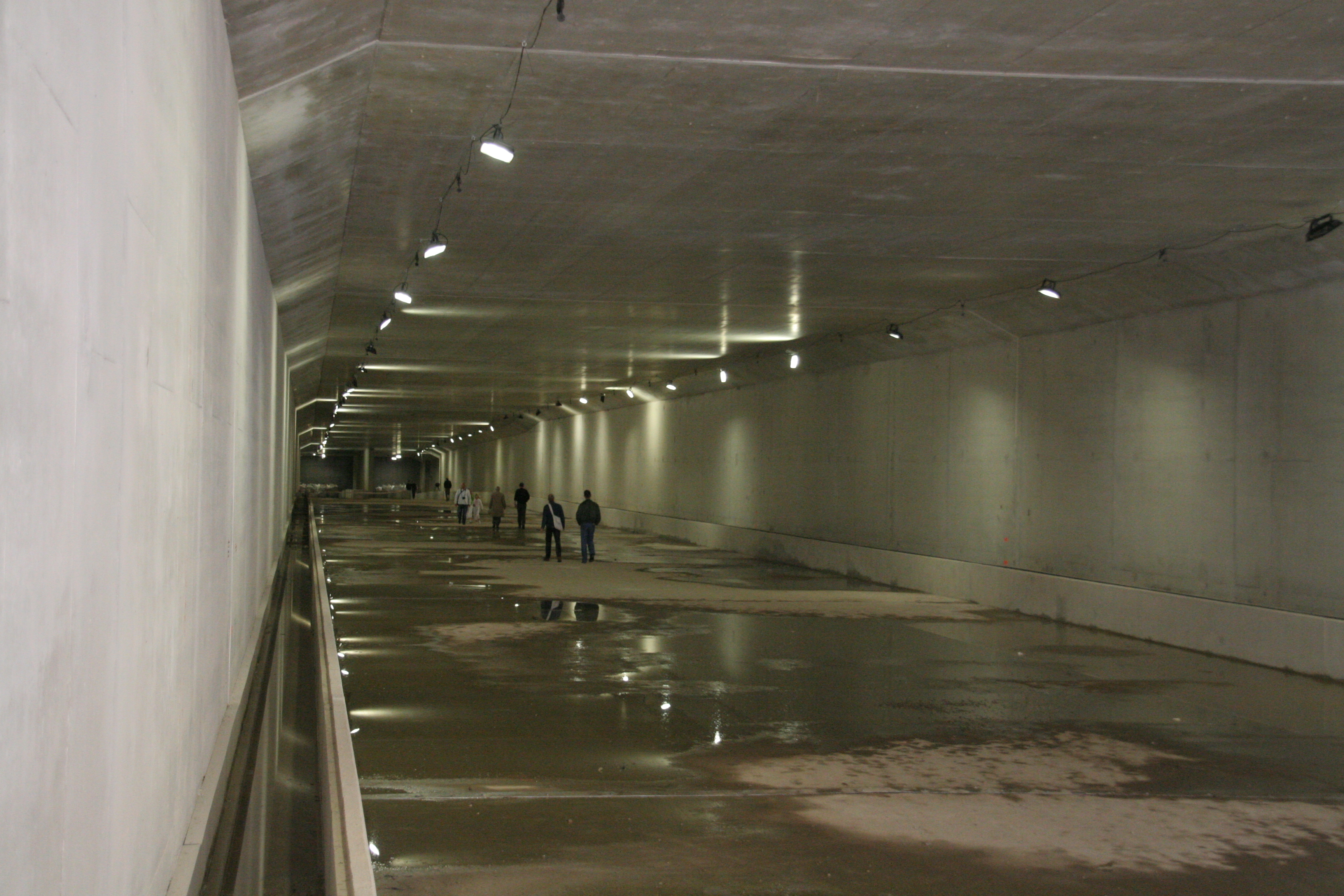
Metrotunnel onder de Sixhaven. Met een tunnelbreedte van ongeveer 15 meter is er ruimte voor een eventueel toekomstig station of een splitsing van de Noord/Zuidlijn richting Zaandam.

De Sixhaven is een jachthaven in het centrum van Amsterdam aan het IJ recht tegenover het Centraal Station. Vanaf het IJsselmeer en de Noordzee is de Sixhaven met staande mast te bereiken.

## Jachthaven
De Sixhaven is erg in trek bij passanten uit binnen- en buitenland. De haven heeft een goede verbinding met het centrum van Amsterdam door de nabijheid van twee aanmeerpunten van gratis ponten naar Amsterdam CS, beide op ongeveer vijf minuten lopen.
Omdat de haven geëxploiteerd wordt door een vereniging zijn de liggelden relatief laag. Een overnachting met een boot van 10 meter kost bijvoorbeeld € 16,50 inclusief gebruik van drinkwater, elektriciteit, draadloos internet en douches.
De haven is beroemd om de manier waarop deze zomers wordt 'volgebouwd'. Tijdens de zomer ontvangt de haven honderden passanten waardoor boten dan regelmatig ook buiten de boxen gestapeld komen te liggen. De havenmeester doet altijd zijn best om de boten veilig in en uit de haven te begeleiden. De één vindt het een geweldige belevenis, de ander een ramp.

## Geschiedenis
De Sixhaven werd aangelegd door de Koninklijke Nederlandsche Zeil- en Roeivereeniging en in 1920 was deze gereed. De haven is vernoemd naar jonkheer Willem Six, destijds de voorzitter van de KNZ&RV. Tot na de Tweede Wereldoorlog was de Sixhaven het thuishonk van de KNZ&RV voordat zij verhuisden naar hun huidige plek in Muiden. In 1928 werd de Sixhaven gebruikt als de Olympische haven voor de deelnemende jachten. Na het vertrek van "de Koninklijke" werd de Sixhaven gebruikt als werkhaven bij de bouw van de IJtunnel, welke ook pal onder/langs de haven loopt: in de "achtertuin" staan de luchtinlaten van de tunnel en komt de tunnel bovengronds.
Hierna verpauperde de haven; alleen een enkele woonboot gebruikte de haven totdat in 1974 de WVDS de jachthaven in gebruik kreeg van de gemeente. Tot die tijd konden de leden van de WVDS gebruikmaken van de faciliteiten van de NSDM en ADM, maar doordat deze bedrijven opgingen in het veel grotere Rijn-Schelde-Verolme moesten ze uitkijken naar een andere plek, en dit werd de huidige Sixhaven.
De jachthaven wordt nu geëxploiteerd door de Watersportvereniging Dok- en Scheepsbouw, voorheen een personeelsvereniging van de bouw- en reparatiewerven van de NDSM in Amsterdam-Noord. Deze WVDS nam de Sixhaven in 1974 in gebruik. De WVDS was in 1946 opgericht door de scheepsbouwers van de werf NSDM: een aantal scheepsbouwers bouwden en repareerden overdag de grote schepen, en in hun eigen tijd bouwden ze hun eigen scheepje, soms met afvalijzer van de baas.

## Noord/Zuidlijn
Een deel van de jachthaven was vanaf anno 2006 in gebruik als bouwdok voor de tunnelelementen voor de Noord/Zuidlijn van de Amsterdamse metro. Deze werden afgezonken in het IJ en onder het Centraal Station. Het bouwdok zal worden gebruikt als verbindend tunneldeel tussen het IJ en het station Noorderpark
In de eerste plannen was ook hier een metrostation van de Noord/Zuidlijn gepland, maar dit plan werd in 2003 verworpen. In plaats daarvan komt er een keerspoor dat in een later stadium alsnog tot station omgebouwd zou kunnen worden.